# 亞歷山德里夫卡 (洛佐瓦市鎮)
49°0′48″N 36°28′24″E / 49.01333°N 36.47333°E
亞歷山德里夫卡（烏克蘭語：Олександрівка）是位於烏克蘭東部的村莊，由哈爾科夫州洛佐瓦區的洛佐瓦市鎮負責管轄。該村距離新伊萬尼夫卡1.5公里，始建於1885年，面積0.51平方公里，海拔高度100米，2001年人口334。